# Charles Jones (basket-ball, 1957)
Ne doit pas être confondu avec Charles Jones (basket-ball, 1962) ou Charles Jones (basket-ball, 1975).
Pour les articles homonymes, voir Charles Jones (homonymie) et Jones.
Charles Jones, né le 3 avril 1957, à McGehee, en Arkansas, est un ancien joueur américain de basket-ball. Il évoluait aux postes d'ailier fort et de pivot. Ses frères, Caldwell, Major et Wil sont également basketteurs et ont joué à Albany State University et en NBA.

## Palmarès
- Champion NBA 1995

## Pour approfondir
- Liste des joueurs de NBA avec 10 contres et plus sur un match.